# George Shaw Lefevre (1er baron Eversley)
Pour les articles homonymes, voir Shaw-Lefevre.
George John Shaw Lefevre (12 juin 1831 - 19 avril 1928) est un homme politique du Parti libéral britannique. Au cours d'une carrière ministérielle qui dure trente ans, il est deux fois premier commissaire des travaux, maître de poste et président du conseil d'administration locale. 

## Jeunesse et éducation
George Shaw Lefevre est le fils de John Shaw Lefevre et Rachel Emily Wright. Né à Battersea. Sa sœur cadette, Madeleine Shaw Lefevre, est la première principale du Somerville College il est le neveu de Charles Shaw-Lefevre, 1er vicomte Eversley, président de la Chambre des communes . Il fait ses études au Collège d'Eton et au Trinity College de Cambridge et est appelé au barreau du Inner Temple en 1855.

## Carrière politique
Shaw Lefevre se présente sans succès comme candidat libéral pour Winchester en 1859, mais est élu à Reading en 1863, siège qu'il occupe jusqu'en 1885. Son premier discours à la Chambre des communes est prononcé sur l'incident del'Alabama, et en 1868, il contribue à demander l'arbitrage des Réclamations de l'Alabama . Il occupe le rang de cabinet sous Whig Lord Russell en tant que Lord civil de l'Amirauté en 1866, un poste qu'il occupe jusqu'à la chute du gouvernement la même année, et sert ensuite sous William Ewart Gladstone comme secrétaire parlementaire de la Chambre de commerce de 1868 à 1871, comme Sous-secrétaire d'État au ministère de l'Intérieur de janvier à mars 1871, en tant que secrétaire parlementaire de l'amirauté de 1871 à 1874 et de nouveau en 1880, année où il est admis au Conseil privé. Avocat prospère, il est nommé conseiller d'Inner Temple en 1882 . 
Il est premier commissaire aux travaux de 1881 à 1885, avant de finalement entrer au cabinet de Gladstone en novembre 1884 lors de sa nomination au poste de directeur général des postes. Il abandonne le poste de premier commissaire des travaux en février 1885, mais continue ses fonctions de maître de poste jusqu'à ce que les libéraux perdent le pouvoir en juin 1885. Des élections générales sont déclenchées le 27 novembre 1885 et Shaw Lefevre perd son siège au Parlement lors des élections générales de 1885, ce qui signifie qu'il ne fait pas partie de la brève administration de Gladstone en 1886. Il revient à la Chambre des communes en avril 1886 lorsqu'il est élu pour Bradford Central lors d'une élection partielle, circonscription qu'il représente jusqu'en 1895 . Il est redevenu premier commissaire aux travaux et membre du cabinet de Gladstone en 1892. Lorsque Lord Rosebery est devenu premier ministre en 1894, il est nommé président du Local Government Board, jusqu'à l'année suivante, lorsque les libéraux ont de nouveau été battus par les conservateurs de Lord Salisbury. En 1897, il est élu membre du London County Council en tant que progressiste pour la division Haggerston . En 1906, il est élevé à la pairie en tant que baron Eversley, d'Old Ford dans le comté de Londres  une renaissance du titre détenu par son oncle. Il prononce son dernier discours à la Chambre des lords en 1913 . 

## Autres postes publics
George est également commissaire chargé de négocier une convention sur la pêche avec le gouvernement français en 1858, membre de la Commission des pêches maritimes en 1862, président de la Statistical Society de Londres entre 1878 et 1879 et président des commissions royales sur les pertes de vie en mer en 1885 et sur la dépression agricole entre 1893 et 1896. En 1865, il cofonde la Commons Preservation Society, devenant son premier président puis à nouveau en 1905 . 
Il est élu membre de la Royal Society en 1899 . 

## Famille
George épouse Lady Constance Moreton, fille de Henry Reynolds-Moreton (3e comte de Ducie), en 1874. Ils n'ont pas d'enfants. Il est décédé en avril 1928, à l'âge de 96 ans, et la baronnie disparait. Il est enterré dans le cimetière de l'église St Mary, King's Worthy. Lady Eversley lui a survécu d'un an et est décédée en février 1929 . 
Une sœur, Madeleine Shaw-Lefevre, est la première directrice de Somerville Hall ; et une autre Rachel épouse Arthur Hamilton-Gordon, fils du Premier ministre, George Hamilton-Gordon. 

## Ouvrages
- G. Shaw Lefevre, The Game Laws, London, William Ridgway, 1874 (lire en ligne)
- G. Shaw Lefevre, English and Irish Land Questions: Collected Essays, London, Cassell, Petter, Galpin & co., 1881 (lire en ligne)
- G. Shaw Lefevre, Peel and O'Connell; a Review of the Irish Policy of Parliament from the Act of Union to the Death of Sir Robert Peel, London, Kegan Paul, Trench & co., 1887 (lire en ligne)
- G. Shaw Lefevre, Incidents of Coercion: A Journal of Visits to Ireland in 1882 and 1888, London, K. Paul, Trench & Co., 1889 (lire en ligne)
- G. Shaw Lefevre, Combination and Coercion in Ireland: A Sequel to Incidents of Coercion, London, K. Paul, Trench, Trübner & Co., 1890 (lire en ligne)
- G. Shaw Lefevre, Agrarian Tenures : a Survey of the Laws and Customs Relating to the Holding of Land in England, Ireland, and Scotland, and of the Reforms Therein During Recent Years, London, Cassell & company, 1893 (lire en ligne)
- G. Shaw Lefevre, English Commons and Forests: the Story of the Battle During the Last Thirty Years for Public Rights over the Commons and Forests of England and Wales, London, Cassell, 1894 (lire en ligne)
- Lord Eversley, Commons, Forests and Footpaths: the Story of the Battle during the Last Forty-Five Years for Public Rights over the Commons, Forests and Footpaths of England and Wales, London, Cassell, 1910 (lire en ligne)
- Lord Eversley, Gladstone and Ireland: the Irish Policy of Parliament from 1850-1894, London, Methuen, 1912 (lire en ligne)
- Lord Eversley, The Partitions of Poland, London, T. Fisher Unwin, 1915 (lire en ligne)
- Lord Eversley, The Turkish Empire: its Growth and Decay, London, T. Fisher Unwin, 1917 (lire en ligne)